# Metopeurum
Metopeurum (лат.) — род тлей из подсемейства Aphidinae (Macrosiphini). Встречаются в Европе. Известно около 10 видов, из которых 6 описаны с территории Украины.

## Описание
Мелкие насекомые, длина около 2 мм.
Ассоциированы с кормовыми растениями из семейства Астровые (Compositae). Таксон Metopeurum близок к тлям рода Macrosiphoniella.
- Metopeurum achilleae Bozhko
- Metopeurum borystenicum Bozhko
- Metopeurum buryatica  (Pashchenko) — Бурятия
- Metopeurum capillatum (Börner, 1950)
- Metopeurum enslini (Börner, 1933)
- Metopeurum fuscoviride Stroyan
- Metopeurum gentianae Mamontova & Tshumak [3]
- Metopeurum matricariae Bozhko
- Metopeurum millefolii Mamontova & Tshumak [3]
- Metopeurum paeke
- Metopeurum urticae Mamontova & Tshumak [3]